# Port lotniczy Dżaffna
Port lotniczy Dżaffna – międzynarodowy port lotniczy położony w mieście Dżafna, w Sri Lance. Jest używany do celów wojskowych i cywilnych. Obsługiwany przez Sri Lanka Air Force. Jest to drugi co do wielkości port lotniczy Sri Lanki.

## Linie lotnicze i połączenia
- Aero Lanka – Kolombo-Ratmalana, Trincomalee
- Expo Aviation – Kolombo-Ratmalana